# Det är aldrig för sent Larry Crowne
Det är aldrig för sent Larry Crowne (originaltitel: Larry Crowne) är en amerikansk drama- och komedifilm från 2011, regisserad, producerad och skriven av Tom Hanks som även spelar huvudrollen som Larry Crowne. Filmen hade biopremiär den 1 juli 2011 i USA och Kanada och den 2 september 2011 i Sverige.

## Handling
Larry Crowne (Tom Hanks) har nyligen fått sparken från sitt jobb, som han hade haft under flera år, på grund av sin brist på högskoleutbildning. Larry är skild från sin fru och han är djupt skuldsatt och har snart inte råd att ha kvar sitt hus. En granne (Cedric the Entertainer) uppmanar honom att skriva in sig på en community college, där han har en chans att få en bra utbildning som han kan använda i framtiden. I college studerar han ekonomi där han senare köper en skoter och får pengar genom att arbeta som kock, då han tidigare har varit en marinkock. Larry blir vän med en grupp yngre studenter och så småningom väldigt förtjust i sin vackra lärare, Mercedes Tainot (Julia Roberts).

## Rollista
| Tom Hanks              | – Larry Crowne         |
| Julia Roberts          | – Mercedes Tainot      |
| Cedric the Entertainer | – Lamar                |
| Taraji P. Henson       | – B'Ella               |
| Gugu Mbatha-Raw        | – Talia                |
| Wilmer Valderrama      | – Dell Gordo           |
| Bryan Cranston         | – Dean Tainot          |
| Pam Grier              | – Frances              |
| Rami Malek             | – Steve Dibiasi        |
| Maria Canals Barrera   | – Lala Pinedo          |
| Rita Wilson            | – Wilma Q. Gammelgaard |
| George Takei           | – Dr. Matsutani        |
| Sy Richardson          | – Avery                |
| Dale Dye               | – Cox                  |
| Ian Gomez              | – Frank                |
| Chet Hanks             | – Pizzaleveranskillen  |
| Nia Vardalos           | – Map Genie (röst)     |
| Jon Seda               | – Diamond              |

## Produktion
Filmen annonserades för första gången i Talk of the Town i februari 2006, men filmades inte först vid april 2010. Man hade filmat på ett antal platser i delstaten Kalifornien i USA, som inkluderar staden Los Angeles och Altadena. Filmbolaget Universal Pictures gav projektet till Tom Hanks som anlitade manusförfattaren Nia Vardalos för att skriva ner manuset om en man som genomgår en stor omvändning av sin karriär. När filmen var klar uppgick filmens budget till cirka 30 miljoner dollar.